# 越智雲夢
越智 雲夢（おち うんぼう）は、江戸時代中期の儒学者・医者。江戸幕府典医養安院曲直瀬氏5代目。諱は正珪（まさあきら）。幼名は亀次郎。字は君瑞。本姓は越智氏。別号に懐仙楼、神門叟等。
幕府に医術を以って仕える傍ら、荻生徂徠に古文辞学を学び、服部南郭、本多忠統等と交流して詩文に興じた。

## 号について
初代曲直瀬正琳が伊予国河津氏庶流一柳氏出身であったため、その本姓越智氏を称した。雲夢の号は、古代楚にあったとされる仙境雲夢沢による。
懐仙楼の号は友人の提案によるものである。ある日、普段のように雲夢邸で友人等が思い思いに過ごしていたところ、雲夢が階上の書斎の号を募集した。ある人が「仙人は楼居す」の故事に基づき「懐仙」を提案した。雲夢は「こんな狭い所に仙人も寄り付くまい」と答えたが、その時たまたま小鳥が飛来したので、西王母の使いだという話になり、「懐仙」の号が採用されたという。
神門叟の号は、曲直瀬氏代々の屋敷が神田橋門外（千代田区内神田一丁目）に与えられていたことによる。その他の号に雪翁、松月館、雨花庵がある。

## 経歴
貞享3年（1686年）1月に生まれた。正徳頃から服部南郭等と交遊し、荻生徂徠学中に初期から参加した。
医業においては、享保9年（1724年）に家督を継ぎ、享保15年（1730年）法眼となった後、寛保3年（1743年）病のため致仕した。延享3年（1746年）3月25日死去し、代々の墓所、麻布仙台坂上天真寺に葬られた。

## 人物
温厚な性格で、家人を叱ることがなく、弟子は常々「主人について見ないものが3つある。慍顔、詰語、鄙吝である。」と語っていた。また、神田門外の代々の屋敷においては、父に倣い、江戸城のある西方に足を向けて寝ることを決してしなかった。
蔵書家として知られ、正琳以来の蔵書は神門文庫と称された。また、中国絵画も蒐集し、本多忠統と古画の交換を行っているほか、享保2年（1717年）2月には自邸に狩野派の画家を招いて古画の展覧会を催している。また、琴を嗜んだ。

## 系譜
- 父：曲直瀬正璆 - 曲直瀬家4代目。
- 母：柘植氏[6]
- 妻：村井氏[4]
  - 長男：正白 - 字は長庚。夭逝[4]。
  - 次男：正山 - 曲直瀬家六代目。幼名は亀太郎、又五郎。字は叔岳。別号は逃禅[1]。

## 著作
『懐仙楼集』10巻5冊
服部南郭「懐仙楼集序」、本多忠統「越君瑞文集序」が寄せられる。生前に成立し、死後嫡男越智正山が校訂し、寛政12年（1800年）「懐仙楼集跋」を附して出版された。
『懐仙楼雑記』7冊
享保20年（1735年）
『神門余筆』
『先哲叢談』に見える。
『赤城遊記』
『徂徠集』所載詩の徂徠自注において、雲夢が本書を見せに徂徠邸を訪れたことが記されている。